# Staryje Atagi
Staryje Atagi (ros. Старые Атаги) – wieś w Rosji, w Czeczenii, w rejonie urus-martanowskim. W 2010 liczyła 10 883 mieszkańców.

## Urodzeni
- Machmud Esambajew – radziecki tancerz.
- Isłam Macyjew – rosyjski judoka.
- Iles Tatajew – czeczeński reżyser.